# 藤田達生
藤田 達生（ふじた たつお、1958年10月8日 - ）は、日本の日本史学者、三重大学特任教授。織豊期研究会会長。専門分野は、日本近世国家成立史の研究である。

## 経歴
愛媛県新居浜市生まれ。1981年愛媛大学教育学部中学校教員養成課程（社会科）卒業、1987年神戸大学大学院博士課程修了、「日本中世における地域的権力の研究 -近江国を事例として」で学術博士の学位を取得。同年神戸大学助手、1993年三重大学教育学部助教授、2003年教授。2015年三重大学大学院地域イノベーション学研究科教授兼任。2017年織豊期研究会会長。2018年三重大学評議員。2021年三重大学副学長。2024年特任教授 (名誉教授)。

## 学説
- 織豊期研究者にあって、本能寺の変研究は不可避のテーマとする立場をとっている。
  - 20年来、四国説・明智光秀と羽柴秀吉との派閥抗争・鞆幕府論の三層構造から議論を展開している[4][5]。
  - 爾来、「将軍義昭黒幕説」は主張していないと説き、『明智光秀伝：本能寺の変に至る派閥力学』（小学館、2019年）では、「黒幕説」「陰謀論」と類型されるのは読者の『謎とき本能寺の変』のミスリードだとし、新史料にもとづき、足利義昭の帰洛に向けての動きと天下統一を目前に控えた織田政権内の矛盾がリンクして発生した政変と位置づける。
- 豊臣平和令を豊臣政権論・地域社会論の立場から否定し[6]、幕藩体制成立まで見通した議論を展開する[7]。

## 受賞
- 2013年 第28回愛媛出版文化賞 第１部門賞（研究・評論）『秀吉と海賊大名：海から見た戦国終焉』

## 著書

### 単書
- 『日本中・近世移行期の地域構造』 校倉書房、2000年
- 『本能寺の変の群像：中世と近世の相剋』 雄山閣出版、2001年3月 ISBN 4639017308
- 『日本近世国家成立史の研究』 校倉書房、2001年
- 『謎とき本能寺の変』 講談社現代新書、2003年
- 『本能寺の変』 講談社学術文庫、2019年
- 『江戸時代の設計者：異能の武将・藤堂高虎』 講談社現代新書、2006年
- 『秀吉神話をくつがえす』 講談社現代新書、2007年
- 『証言 本能寺の変：史料で読む戦国史』 八木書店、2010年 ISBN 9784840620482
- 『信長革命：「安土幕府」の衝撃』 角川選書、2010年 ISBN 9784047034846
- 『秀吉と海賊大名：海から見た戦国終焉』 中公新書、2012年 ISBN 9784121021465
- 『蒲生氏郷：おもひきや人の行方ぞ定めなき』 ミネルヴァ書房〈日本評伝選〉、2012年 ISBN 9784623064908
- 『天下統一：信長と秀吉が成し遂げた「革命」』 中公新書、2014年 ISBN 9784121022653
- 『城郭と由緒の戦争論』 校倉書房「歴史科学叢書」、2017年
- 『織田信長：近代の胎動』 山川出版社〈日本史リブレット人〉、2018年
- 『藤堂高虎論　初期藩政史の研究』 塙書房、2018年
- 『藩とは何か：「江戸の泰平」はいかに誕生したか』 中公新書、2019年
- 『明智光秀伝：本能寺の変に至る派閥力学』小学館、2019年 ISBN 978-4093887328
- 『天下統一論』塙書房、2021年
- 『災害とたたかう大名たち』角川選書、2021年
- 『戦国日本の軍事革命』中公新書、2022年
- 『近世武家政権成立史の研究』塙書房、2023年6月
- 『戦国秘史秘伝：天下人、海賊、忍者と一揆の時代』小学館新書、2023年8月

### 共編著
- 『伊勢国司北畠氏の研究』（吉川弘文館、2004年）
- 『小牧長久手の戦いの構造』（岩田書院（戦場論（上））、2006年）
- 『近世成立期の大規模戦争』（岩田書院（戦場論（下））、2006年）
- 『都市をつなぐ』（伊藤裕偉・中世都市研究会共編、新人物往来社（中世都市研究）、2007年）
- 『朽木家文書』（西島太郎共編、八木書店、2007年8月）
- 『明智光秀』（福島克彦共編、八木書店古書出版部（史料で読む戦国史3）、2015年10月） ISBN 9784840622103
- 『半島をゆく第1巻　信長と戦国興亡編』（安部龍太郎共著、小学館、2016年11月）
- 『織田政権と本能寺の変』（塙書房、2021年4月）

### 監修
- 『藤堂藩の研究：論考編』（三重大学歴史研究会編、清文堂出版、2009年2月）ISBN 9784792406691
- 『地域社会における「藩」の刻印：津・伊賀上野と藤堂藩』（三重大学歴史都市研究センター編、清文堂出版、2014年8月）ISBN 9784792410209